# Roger-Roger (Starmania)
Roger-Roger est un personnage de Starmania, l'opéra-rock de Michel Berger et Luc Plamondon.

## Présentation
Roger-Roger est présentateur et/ou journaliste pour Télé Capitale. 
Il tient relate la trame de l'intrigue telle qu’elle est perçue par la plupart des citoyens de Monopolis par le biais de journaux télévisés. Toutefois, son objectivité est mise en question. 
Les communiqués de Roger-Roger rythment l’intégralité de l’opéra-rock. Dans la version originale du spectacle, il est le personnage qui intervient le plus fréquemment.

## Statut
Le rôle de Roger-Roger évolue au gré des versions du spectacle. 
Dans la plupart d'entre elles, son personnage est relativement neutre. Il arbitre parfois le débat entre le Grand Gourou Marabout et Zéro Janvier sans chercher à influer sur leurs échanges houleux.
Dans les premières moutures de Starmania, son rôle est fusionné tantôt avec celui de la speakerine, tantôt avec celui de l’extraterrestre (deux personnages rapidement supprimés de la trame). 
Dans les années 1980, le rôle de Roger-Roger gagne en profondeur. En 1988, il interprète la chanson d'ouverture, Il se passe quelque chose à Monopolis, en compagnie de Cristal, et se trouve à ses côtés en tant que caméraman pour interviewer Johnny Rockfort.
Il interviewe également Janvier en l'absence du personnage du Gourou, portant un regard critique sur son programme et son Parti Pris Pour le Progrès. Il représente alors une forme de journalisme engagé et non un simple présentateur tenu à l'impartialité.

## Représentations

### 1979-1980: l'évangéliste s'étoffe
Dans les premières versions du spectacle, Roger-Roger est humain.
Il est incarné en premier lieu par René Joly, auquel était originellement dévolu le rôle de l’extraterrestre. L’extraterrestre étant finalement supprimé de la version scénique, Joly se voit proposer Roger-Roger en compensation. Cette évolution est mal accueillie par Joly, qui en tombe malade : « Le rôle de l’extraterrestre n'a pas été distribué dans le spectacle de 1979, je n'ai jamais su pourquoi. On m'a vaguement parlé de problème d'efficacité, de rythme pour l'histoire, de changement d'angle. Ils l'ont donc retiré des rééditions de la première version de Starmania. Il n'existe que sur le double album vinyle. Je rêve que cette chanson apparaisse enfin dans les rééditions futures de l'album originale et en support numérique. [...] C'est pire qu'une vexation. J'avais été choisi pour être l'extraterrestre. Dans mon esprit, je me voyais endosser le rôle sur scène. [...]  A la place, ils m'ont proposé de jouer Roger-Roger, le présentateur évangéliste. Du point de vue de la création sur scène, ce rôle de composition était très intéressant. Je chantais et je jouais la comédie, c'était nouveau pour moi. Mais aujourd'hui, que reste-t-il de ce personnage ? Strictement rien ». Le journaliste François Alquier souligne la qualité d'interprétation de Joly et son accueil critique très positif : « [...] René Joly est l'artiste qu'on entend le plus sur le double album live de 1979, et le public comme les médias l'ont encensé - juste retour des choses ».
Gilles Valiquette succède à Joly dans le rôle de l'évangéliste.

### 1986-1988: la science-fiction s'en mêle
Le caractère futuriste de Starmania incite vite les créateurs à faire évoluer le personnage. En 1986, sous les traits de Marc Gabriel, il devient un extraterrestre.
Par la suite, jusqu'en 1990, il s’apparente à un humanoïde : son interprète Luc Lafitte bouge de façon très mécanique et saccadée, il semble parfois rencontrer des bugs dans son programme ce qui lui donne un léger défaut d’élocution.
L’humanoïde finit par céder sa place à un robot sans âme, une machine sans esprit, qui évolue sur scène et fait également office de caméra. Sa voix est assurée par Muriel Robin. Au passage de l'an 2000, la production restreint drastiquement ses coûts et Roger-Roger disparaît de l'intrigue ; ses répliques sont distribuées au reste de la distribution.

### 2022-2024: Roger-Roger à l'heure de l'IA
Lors de la tournée 2022-2024, Roger-Roger devient une intelligence artificielle, apparaissant sous forme d’animations au sein du spectacle. La direction artistique et la réalisation ont été confiés à Nina-Lou Giachetti et Benjamin Geffroy. Pour les créateurs, Roger-Roger devient une expérience « hallucinatoire et organique, mêlant une évolution possible de nos intelligences artificielles avec l’univers de la dystopie emblématique Metropolis de Fritz Lang ». Le metteur en scène Thomas Jolly prête sa voix à Roger-Roger.
- Analyse

Roger-Roger, devenu une présence à la fois omnipotente, omniprésente et omnisciente, fait de nouveau écho à la société. Selon les créateurs de cette mouture : « Dans ce monde, l’information est toute puissante. Son incarnation, Roger-Roger, est absolue. Le présentateur est une matière protéiforme qui créé un espace d’information où figuration et abstraction s’articulent pour parler à la fois au conscient et à l’inconscient de son téléspectateur. Lorsqu'il n’est pas une information, Roger-Roger est une matière nébuleuse, fascinante et mystérieuse, organique mais surnaturel, donnant aux écrans monolithiques dans lequel il évolue, une dimension aussi miraculeuse qu’oppressante, à l’image de l’omniscience d’une société ou d’un dieu. Sa présence vient rythmer l’histoire, tenir informé des événements récents mais surtout rappeler au spectateur la présence constante de cette entité plus grande que tout, qui veille sur ce monde malade ».

## Chansons dans l'opéra rock

### ActeI
- Il se passe quelque chose à Monopolis (la speakerine, l'évangéliste)
- 1er communiqué de l'évangéliste (la speakerine, l'évangéliste, Marie-Jeanne, Zéro Janvier)
- 2d communiqué de l'évangéliste (l'évangéliste)
- 3e communiqué de l'évangéliste (l'évangéliste)

### Acte II
- 4e communiqué de l'évangéliste (l'évangéliste, le grand gourou, troupe)
- 5e communiqué de l'évangéliste (l'évangéliste, Marie-Jeanne)
- Le Débat télévisé (l'évangéliste, Zéro Janvier, le grand gourou, Cristal, Marie-Jeanne, troupe)
- Les Parents de Cristal (On était des vieux si heureux) (l'évangéliste, les parents de Cristal)
- 6e communiqué de l'évangéliste (l'évangéliste)
- 7e communiqué de l'évangéliste (l'évangéliste)
- Final (avec la troupe)